# Accelerometer
Et accelerometer er en transducer der kan måle acceleration.
Accelerometre anvendes bl.a. i smartphones, videospilkonsoller og ikke mindst i udvikling af alt fra biler, vindmøller, fly osv.
Verdens første kommercielle piezoelektriske accelerometer blev udviklet af Dr. Per Vilhelm Brüel i 1943 i virksomheden Brüel & Kjær i Nærum nord for København. Brüel & Kjær er stadig i dag førende inden for udvikling og produktion af højt ydende accelerometere til industrien. 

## Yderligere læsning
- Accelerometer håndbog(engelsk) http://www.bksv.com/doc/bb0694.pdf

- Wikimedia Commons har flere filer relateret til Accelerometer